# Славко Тихец
Славко Тихец (Марибор, 10. јул 1928 — 11. фебруар 1993) је био југословенски и словеначки вајар.

## Биографија
Дипломирао је на Академији ликовних уметности у Љубљани 1955. године, а затим је студирао графику у Паризу до 1957. године. Први пут је излагао 1957. године. Приредио је више самосталних изведби у Цељу, Марибору, Љубљани, Бечу и Бледу. Учествовао је и на бројним скупним изложбама Савеза ликовних уметника Југославије, Друштва словеначких ликовних уметника, Тријенала у Београду, Салона у Ријеци, Медитеранског бијенала у Александрији, Бијенала у Венецији, Бијенала скулптуре на отвореном у Антверпену, Тријенала модерне уметности у Њу Делхију, те на низу других репрезентативних изложби у земљи и иностранству.
Био је припадник групе „Бе 54“. Учествовао је и на међународном вајарском симпозијуму „Форма вива“ у Равнама. Добитник је више награда и признања за свој рад међу којима се посебно истиче награда Медитеранског бијенала у Александрији за вајарство. Године 1983. био је добитник Прешернове награде због увођења иновација у вајарству и увођења нових форми у реализовању споменика НОБ-у. Уз вајарство се бавио графиком и илустровањем књига.
Умро је 11. фебруара 1993. године.

## Стваралаштво
Нека његова дела из опуса НОБ-а су „Споменик похорском батаљону“ (1958—1959), Осанкарица на Похорју, „Споменик НОБ-у“ (1975) у Марибору и остало.